# NGC 662
NGC 662 (również PGC 6393 lub UGC 1220) – galaktyka spiralna (Sc), znajdująca się w gwiazdozbiorze Andromedy. Odkrył ją Édouard Jean-Marie Stephan 22 listopada 1884 roku.
Do tej pory w galaktyce zaobserwowano jedną supernową – SN 2001dn.